# Aloe punctata
Aloe punctata é uma espécie de liliopsida do gênero Aloe, pertencente à família Asphodelaceae.